# Fraxinus suaveolens
Fraxinus suaveolens — вид квіткових рослин з родини маслинових (Oleaceae).

## Поширення
Ареал: Індія (Ассам і Східні Гімалаї), Китай (Тибет і південно-центральна частина).